# Третья глава (Американская история ужасов)
«Третья глава» (англ. «Chapter 3») — третий эпизод шестого сезона американского телесериала в жанре антология «Американская история ужасов». Первый показ состоялся 28 сентября 2016 года на телеканале FX. Режиссёром стала Дженнифер Линч, а сценарий написал Джеймс Вонг. «Третья глава» стала первым эпизодом за всю историю сериала, режиссёром которого выступила женщина.
Ли (Адина Портер, Анджела Бассетт в постановке), Шелби (Лили Рэйб, Сара Полсон в постановке) и Мэтт (Андре Холланд, Куба Гудинг-мл. в постановке) при помощи волонтёров продолжают искать пропавшую Флору. На помощь приходит ясновидящий Крикет Марлоу (Лэсли Джордан в постановке). Проясняется история и личность Мясника (Кэти Бэйтс в постановке). В эпизоде отсутствуют Дэнис О’Хэр и Эван Питерс.

## Сюжет
Миллеры продолжают искать дочь в лесу, привлекая волонтёров и полицию. Ли находит куклу Флоры без головы, рук и ног, вместо которых голова и конечности поросёнка. Они находят заброшенный дом, в котором кроме грязи и насекомых ничего нет. Услышав звуки из сарая, семья направилась туда. По дороге они видят маленьких мертвых поросят, а в сарае видят мальчиков, сосущих молоко у свиньи. Эти мальчики оказались родственниками Полков. Соцработница пыталась с ними поговорить, но они лишь повторяли слово «кроатоан». Миллеры поняли, что это было предупреждением.
Двое суток спустя, Ли почти смирилась с тем, что, возможно, они искали труп. Мейсон (Чарльз Малик Уитфилд в постановке) обвиняет Ли в похищении Флоры, чтобы затем убежать с ней в Мексику. Мейсон уехал из дома, собираясь рассказать полиции о своих подозрениях. Ночью Мэтта разбудил звонок полиции: они нашли труп. Сообщив об этом Ли, все вместе они отправляются к тому месту. На дереве висел обугленный труп. Полицейский (Колби Френч в постановке) даёт Ли найденное судмедэкспертами кольцо, по которому она опознаёт Мейсона.
На записях камер видеонаблюдения Мэтт и Шелби видят, что Ли уходила из дома на 4 часа. Шелби предположила, что это Ли убила своего бывшего мужа, и это услышала Ли. В их дом приходит Крикет Марлоу, экстрасенс из Нового Орлеана. Он по всей стране находил пропавших детей, поэтому он пришёл на помощь. Шелби ему верила, но Ли и Мэтт были настроена скептически. Но, когда Крикет нашёл то место, где Флора пряталась и разговаривала с Присциллой, он уверяет, что Флора жива и что её похитили злые духи.
Вечером Крикет решил вызвать дух Присциллы, однако к ним пришла Мясник. Она утверждала, что это её земля, что она её охраняет. На вопрос, где Флора, Мясник ответила, что будь она у неё, давно бы была мертва. Чтобы прогнать духа, Крикет кричит слово «кроатоан», в комнате разбиваются окна. Он говорит, что здешние духи тёмные и зловещие. Он может отвести семью к Флоре, но только за 25 тысяч долларов. Мэтт называет его мошенником, наживающимся на материнских надеждах. Чтобы выбить из медиума информацию, Ли направляет на него пистолет. Но Мэтт её успокаивает и выгоняет Крикета. Перед тем как уйти, Крикет шепчет Ли про её первую дочь, Эмили, так же пропавшую.
Интервьюер (Шайенн Джексон) спрашивает у Ли про Эмили. Ли рассказывает, что родила Эмили в семнадцать лет. В День Независимости, когда Эмили исполнилось четыре года, Ли забежала в продуктовый магазин за соусом. Когда Ли вернулась, Эмили уже исчезла.
Ли в отчаянии приходит к Крикету и платит ему деньги. Он рассказал, что, когда уходил из их дома, в лесу он многое узнал. Настоящее имя Мясника — Томасин Уайт, муж которой, Джон, был губернатором колонии Роанок. На время, пока он уплыл а Англию за провизией, Томасин становится главной в колонии. Когда запасы продовольствия начали иссякать, мистер Кейдж (Джон Пайпер-Фергюсон в постановке) и её сын, Эмброс (Уэс Бентли в постановке), предлагают обдумать план движения вглубь континента. Но Томасин категорически против этой идеи.
Ли знает историю про пропавшую колонию и считает, что она никак не имеет к ним отношения и, тем более, к пропаже её дочери. Однако Крикет уверяет её, что Ли не знает продолжения истории. Ночью мятежники, среди которых был мистер Кейдж и её собственный сын, сковали Томасин в цепи, надев на её голову клетку. Её бросили в лесу помирать. Услышав звуки приближающегося кабана, она начала молить Бога о пощаде. Ей на помощь пришла лесная ведьма (Леди Гага в постановке). Она предложила Томасин жизнь, взамен на её душу. Ведьма протянула ей сырое сердце, которое Томасин съела. Позже Томасин пришла мстить мятежникам. Вымолив о пощаде, Эмброс остаётся жив. Томасин ведёт колонию вглубь земель. Крикет утверждает, что теперь Миллеры пересеклись с Томасин, и ради своей земли Мясник их всех убьёт.
Ночью Миллеры и Крикет идут на встречу с Присциллой, однако встречает их Мясник. Крикет и Ли предлагают договор: колонисты возвращают Флору, а семейство Миллеров покидает и сжигает дом, чтобы в нём никто больше не жил. Шелби не согласна с поджогом дома, однако Ли уверяет, что Мэтт дал на это добро. Шелби замечает, что Мэтт пропал, и отправляется на его поиски. Бродя по лесу, она видит, как Мэтт занимается сексом с той лесной ведьмой. Шелби, дабы закончить со всем этим, сдаёт Ли полиции, обвиняя в убийстве Мейсона.

## Критика и приём
Среди всех рецензий на сайте Rotten Tomatos — 92 % положительные, а итоговая оценка эпизода 6,6/10.
Премьерный показ эпизода посмотрело 3,07 миллиона человек с долей 1,7 rсреди людей 18-49 лет.